# Giōrgos Kōnstantinou
Giōrgos Kōnstantinou (in greco: Γιώργος Κωνσταντίνου; 4 giugno 1966) è un ex calciatore cipriota, di ruolo difensore.

## Carriera

### Club
Ha giocato nella massima serie cipriota con AEK Larnaca e Olympiakos Nicosia.

### Nazionale
Ha esordito con la nazionale cipriota nel 1990, giocando 10 partite fino al 1993.